# JR北海道721系電車
721系電車（721けいでんしゃ）は、北海道旅客鉄道（JR北海道）が1988年から製造した近郊形交流電車である。

## 概要
札幌都市圏の輸送改善を目的として開発・設計された車両で、従来から同区間で使用してきた711系や50系（51形）客車といった車両は2扉車であり、駅での乗降にあまりにも時間がかかるといったような問題があったため、内外装の仕様を一新した新形式として開発された。また、北海道の普通列車用車両として初めて冷房装置を装備している。
札幌駅の高架開業と同じ1988年11月3日に営業運転を開始した。
川崎重工業・日立製作所笠戸事業所・東急車輛製造にて製造されたほか、2次車のF-17編成が、JR北海道苗穂工場でノックダウン生産された。F-17編成は川崎重工業で製作した構体と台車を1990年6月中旬に苗穂工場に搬入、同工場で艤装や内装工事を実施して、1991年2月に落成させたものである。
北海道内の電化区間、特に札幌都市圏においては沿線の都市化によって輸送需要の増加が本州並みに著しく、新駅の設置や列車増発などの対応が図られてきた。当該区間は複線ではあるが待避設備をもつ駅が少なく、かつ、特急列車から回送列車まで多様な種別の列車が同一の線路を往来することから、列車運転頻度を向上するためには加速・減速性能に優れた車両が必要であった。また、沿線の道路事情が大きく改善されていることから、機動性・利便性に優れたバス・自家用自動車など競合する交通機関の存在も無視できず、高品質の旅客サービス提供も課題とされた。
分割民営化を控えていた1986年に国鉄内で札幌圏を走る車両の3扉化が構想されており、同年9月にオハ51 41を3扉化する工事が開始された。民営化後の1987年6月に完成し、乗車効率が5割近く上がるというデータを得られている。次に711系の一部車両を3扉化した。これらの改造によって札幌圏でデッキ構造の3扉が通勤通学輸送に対応できると結論づけられ、この721系も3扉で製造されることになった。

## 車両概説

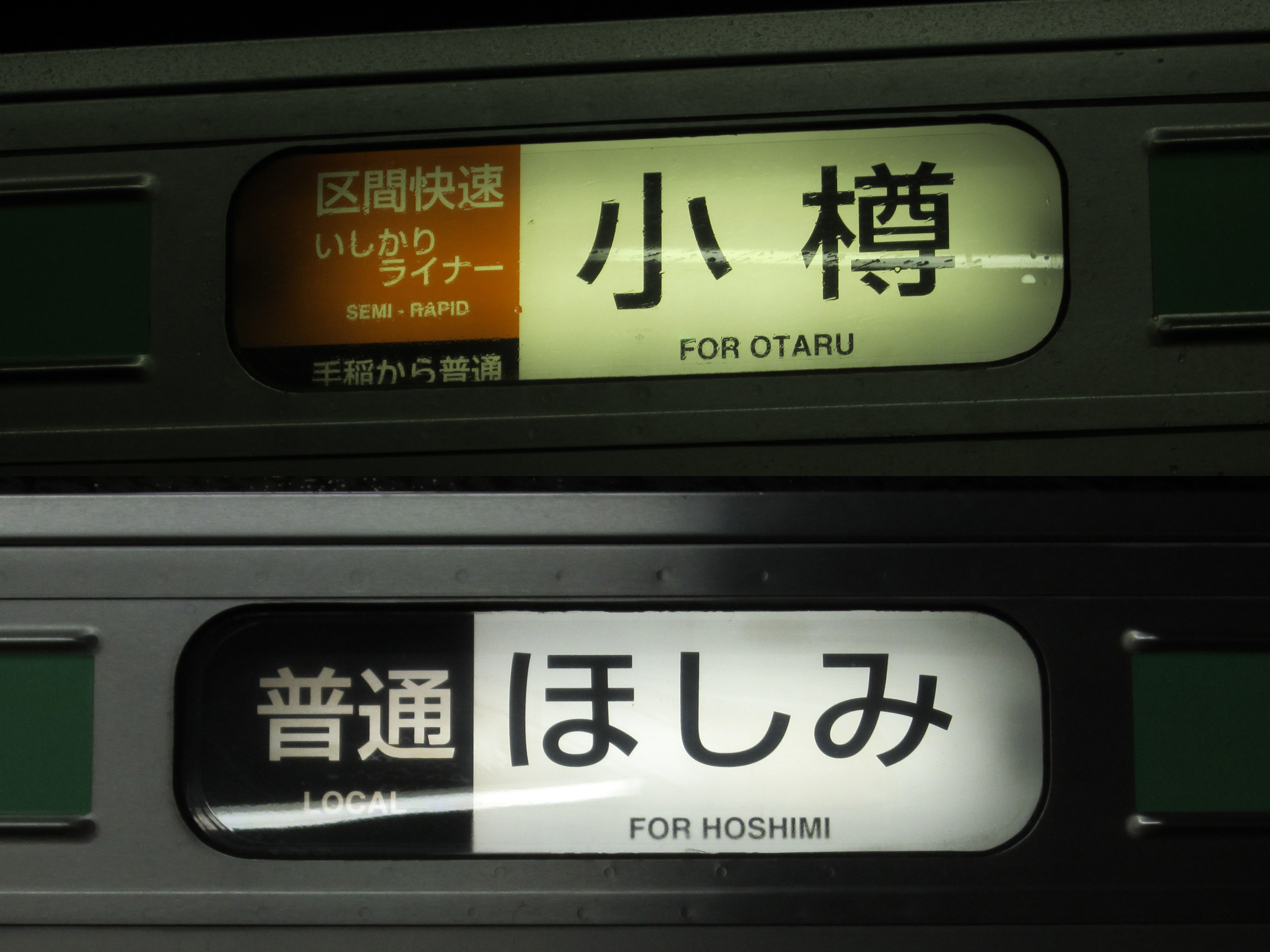
側面方向幕（2012年5月）

### 車体
車体は軽量ステンレス製で、正面窓直上部に設けた灯火類を保護ガラスで覆った前面形状はキハ183系500番台に類似する。客用扉は片開き式を片側3か所に設ける。各車の屋根上に集中式冷房装置 N-AU721形（23,000 kcal）を1基搭載する。
側窓は大型の固定窓で、8次車以外は冷房故障時の換気のため一部が開閉できるようになっている。
車体の帯色は一般車が萌黄色（ライトグリーン）、uシート車は側窓下部のみ濃青+赤である。

### 内装
室内は寒冷対策として、両開き式の仕切扉を設けたデッキがあり、客室は前後2室に分かれる。座席は、2+2列の転換クロスシートで、デッキ隣接部のみ、1+1列となる。
運転席にはプラズマディスプレイ単色表示のモニター装置を装備し、JRグループの車両としては初めて、ワンハンドルマスコン（左手操作形）を採用した。

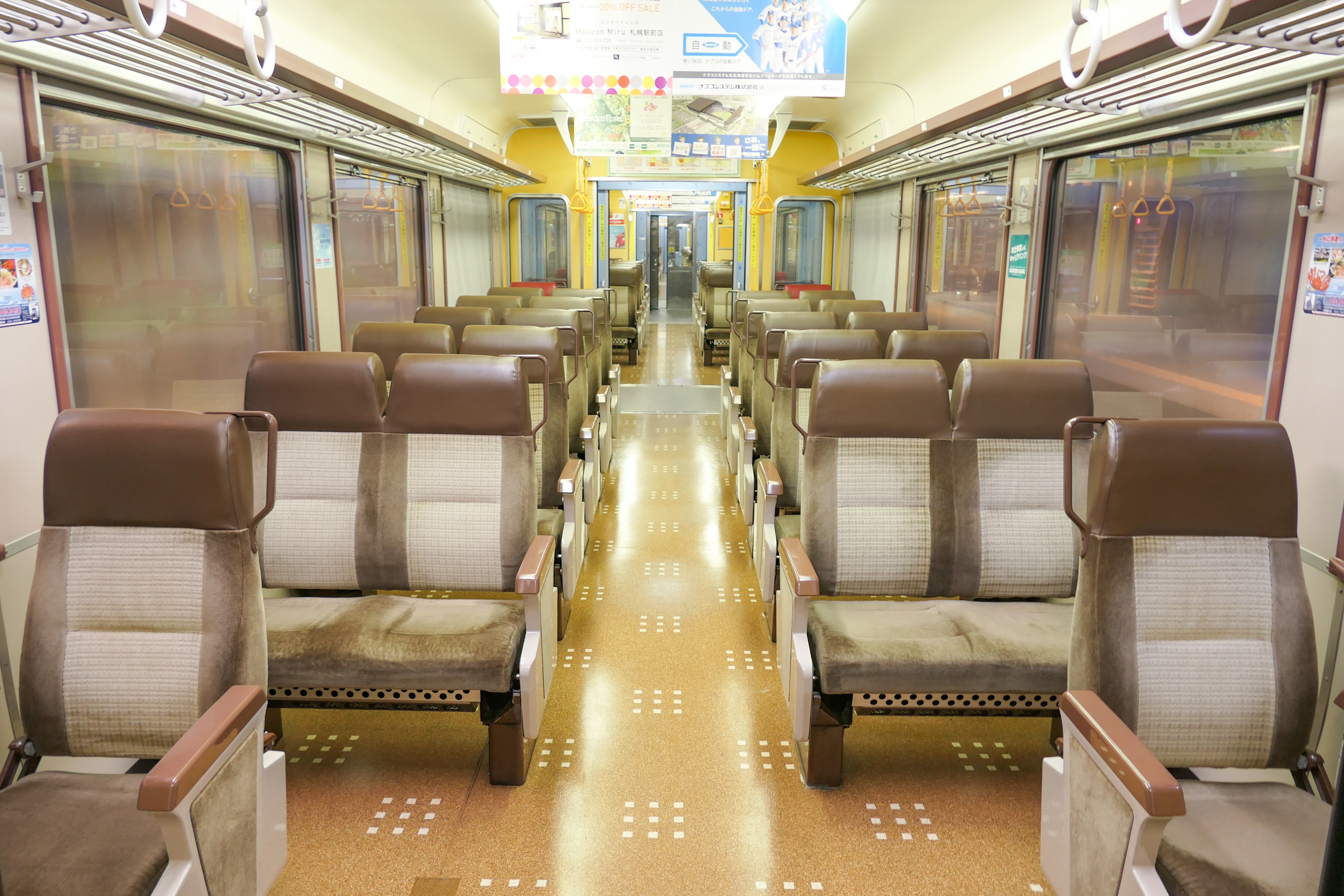
車内（2次車・モハ721-14）
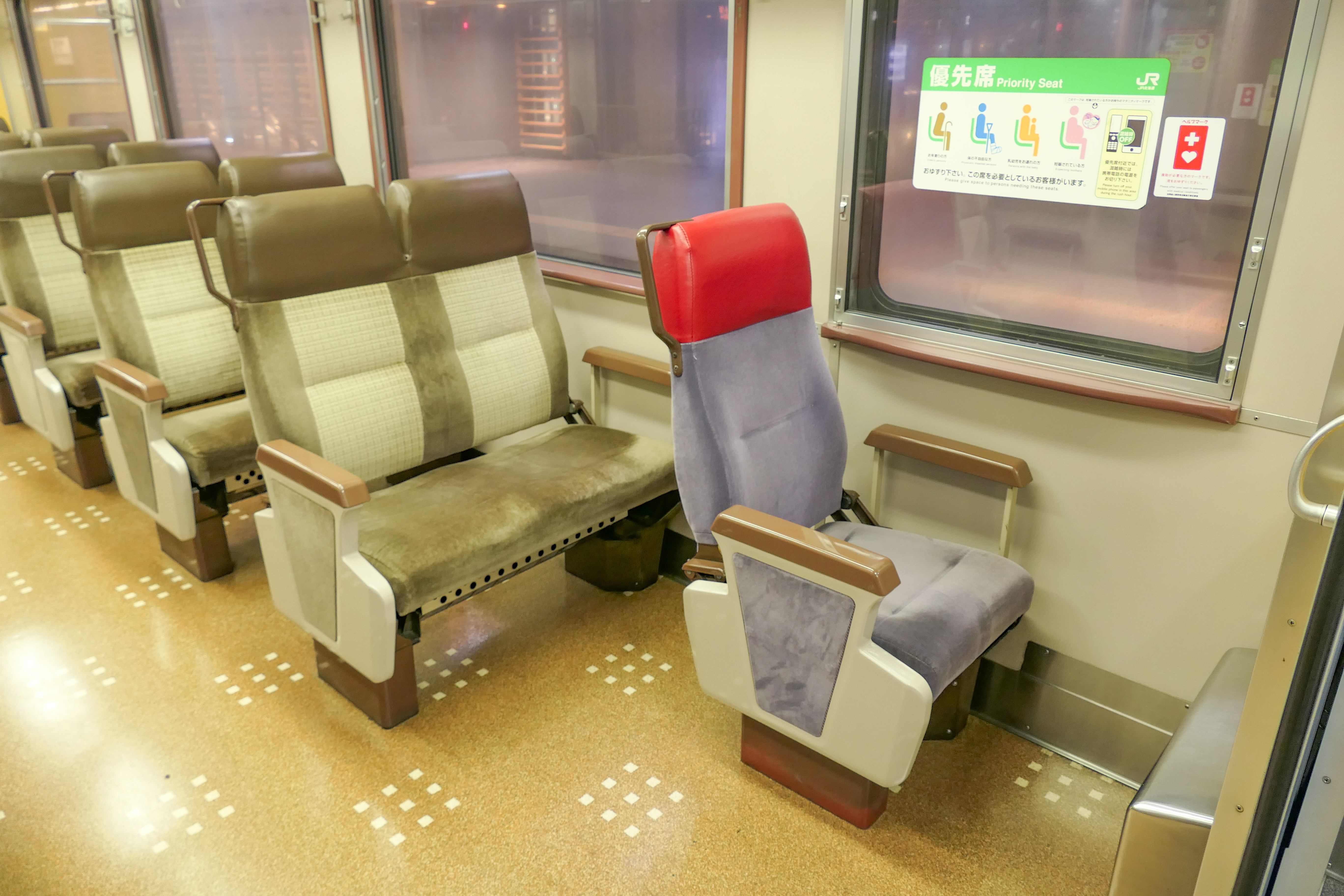
優先席（2次車・モハ721-14）
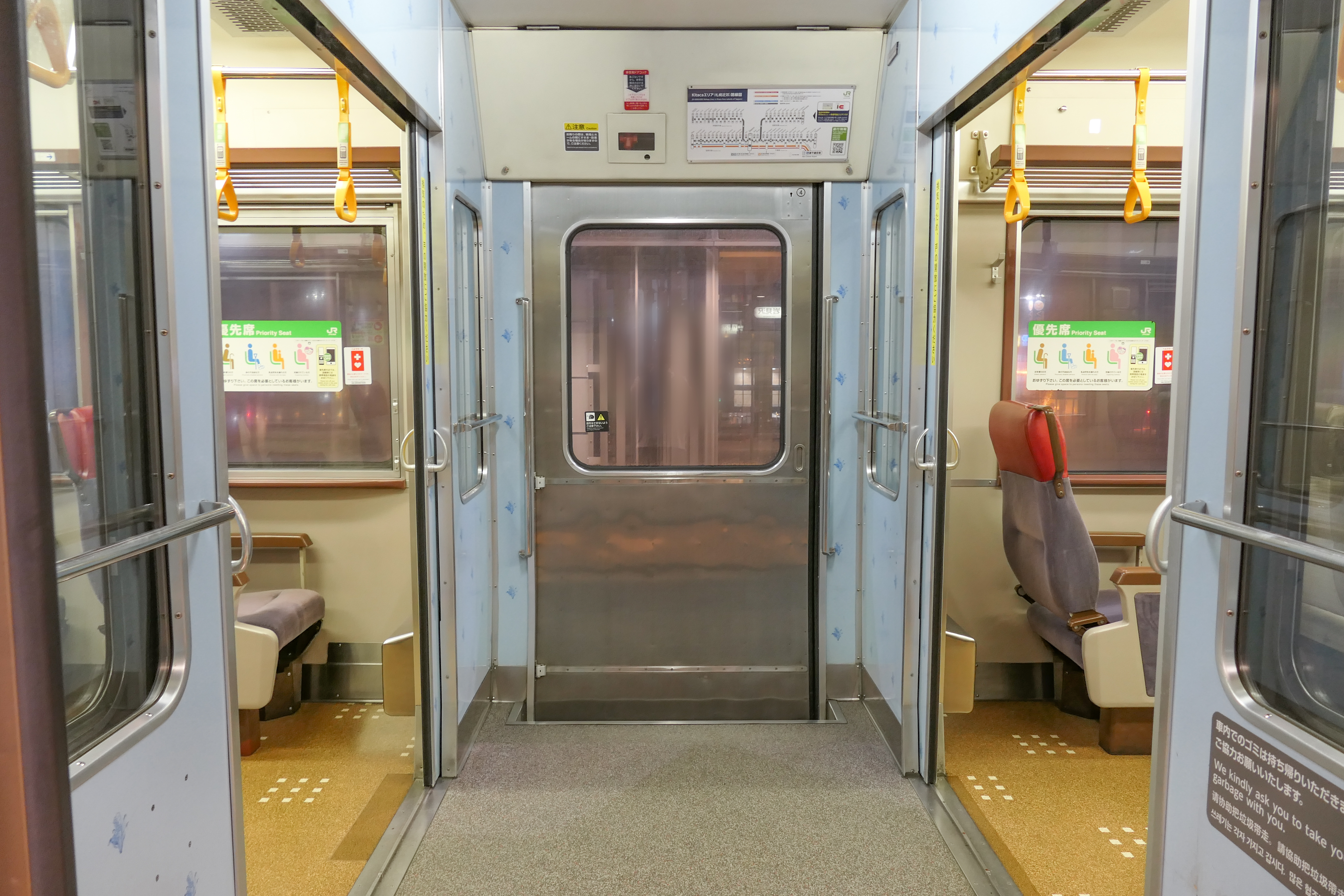
デッキ（2次車・モハ721-14）

### 機器類
制御系は5次車までが、主回路のブリッジ（整流回路）に、サイリスタとダイオードで構成されるサイリスタ･ダイオード混合ブリッジを使用したサイリスタ位相制御による直巻整流子電動機駆動（N-MT721・150 kW、歯車比4.82）、6次車以降は、主変換装置（コンバータ・VVVFインバータ制御）を使用したかご形三相誘導電動機による駆動（N-MT785・215 kW、歯車比5.19）になる。
| クハ721形（1次車）のN-TR721形台車  |  | サハ721形（8次車）のN-TR721B形台車  |
| クハ721形（1次車）の N-TR721形台車 |  | サハ721形（8次車）の N-TR721B形台車 |

台車は211系電車などのDT50系ボルスタレス台車を基本に、高速走行時の蛇行動を防ぐヨーダンパを設け、氷雪対策として基礎ブレーキ装置を鋳鉄制輪子両抱き踏面方式として耐雪ブレーキを装備したN-DT721形・N-TR721形で、枕ばねは空気ばね、軸箱支持はDT50系と同様の円錐積層ゴムを用いる。1000番台（6・7次車）からは支持方式を軸梁式に変更し、台車形式はN-DT721A形・N-TR721A形、8次車では細部仕様が変更され、台車形式はN-DT721B形・N-TR721B形となっている。
補助電源装置は電動発電機（MG）に代わり、静止形電源装置（静止形インバータ）を採用した。装置は富士電機が開発したもので、交流電車特有のセクション区間通過時には、蓄電池からの給電により停電の発生しない無停電電源装置となっている。空調装置、ブロワーなどには主変圧器の巻線から直接供給され、補助電源装置では単相交流400Vを入力電圧とし、インバータにより単相交流100V（4 kVA×2）を、コンバータにより直流100V（8 kW）を出力する。6次車以降は主回路のVVVFインバータ化に伴い消費電力が増加することから、単相交流を8.5 kVAに、直流を10.5 kWに増強した（N-APS721B形）。

## 形式
クモハ721形 (Mc)車 (1 - 6, 8 - 14, 3015 - 3021)
サイリスタ位相制御車編成の制御電動車で、小樽・北海道医療大学方の先頭車として組成される。保全工事（制御系更新改造）により、電装を解除しクハ721形(Tc2)車に編入された車両もある。
モハ721形
1.(M')車 (1 - 6, 8 - 14, 3015 - 3021, 1009, 4101 - 4104, 4201 - 4204)
編成の中間に組成される電動車で、3両編成の2両目と6両編成の2両目・5両目に組成される。1次車から7次車まで製作され、サイリスタ位相制御仕様とVVVFインバータ制御仕様のいずれも存在する。保全工事（制御系更新改造）により、(M)車に編入された車両もある。
2.(M1)車 (5101 - 5103, 5201 - 5203)
編成の中間に組成される電動車で、6両編成の2両目・5両目に組成される。731系電車と同様のデッキなし客室で、エアカーテンおよび車外スピーカーが装備されている。731系とは異なり、転換クロスシートが設置されている。IGBT素子を用いた主変換装置を搭載するVVVFインバータ制御仕様で、8次車のみ製作された。
3.(M2)車 (5001)
編成の中間に組成される電動車で、3両編成を組成する必要から1両のみ製造された。F-5001編成の中間に組成される。IGBT素子を用いた主変換装置はM1車と同一であるが、編成を組むクハ721形6次車・7次車の仕様に合わせ、室内は片開き式の客室仕切戸をもつ。
4.(M)車 (2107, 3123, 3101 - 3103, 3222, 3201 - 3203)
サイリスタ位相制御車編成から更新改造されたM'車が該当し、3両編成の2両目と6両編成の2両目・5両目に組成される。IGBT素子を用いた主変換装置を搭載するVVVFインバータ制御仕様で、731系電車などと編成の車両形式記号を統一するため新設された。
モハ720形 (M)車
5次車で製作された中間電動車で、クモハ721形から運転台を省いた基本構成をもつ。集電装置は搭載しない。6両固定編成の小樽方から4両目に組成されていた。保全工事（制御系更新改造）により、全車サハ721形(T)車に編入された。
クハ721形
1. (Tc)車 (1 - 6, 8 - 14, 3015 - 3021)
サイリスタ位相制御車編成の制御車で、旭川・苫小牧方の先頭車として組成される。後位デッキにトイレを装備する。保全工事（制御系更新改造）により、(Tc1)車に編入された車両もある。
2.(Tc1)車 (2107, 1009, 5001, 3122, 3101 - 3103, 4101 - 4104, 5101 - 5103)
VVVFインバータ制御車編成の制御車で、旭川・苫小牧方の先頭車として組成される。後位デッキにトイレを装備する。F-1009編成に組成される車両（クハ721-1009）のみ座席が「uシート」である。
3.(Tc2)車 (2207, 2009, 5002, 3222, 3201 - 3203, 4201 - 4204, 5201 - 5203)
VVVFインバータ制御車編成の制御車で、小樽・北海道医療大学方の先頭車として組成される。
サハ721形
1.(Tu)車 (3222, 3201 - 3203, 4201 - 4204, 5201 - 5203)
編成の中間に組成される付随車で、旭川・苫小牧方デッキに車掌室があり、客室はuシートを装備する。6両編成の小樽方から3両目に組成される。5次車と8次車で製作され、5次車では小樽・北海道医療大学方デッキにトイレを装備する。
2.(T)車
A.8次車 (4101 - 4104, 5101 - 5103)
編成の中間に組成される付随車で、6両編成の小樽・北海道医療大学方から4両目に組成される。8次車で製作され、デッキなし客室、エアカーテンおよび車外スピーカの装備などはM1車と同一の仕様である。小樽・北海道医療大学方車端部に車椅子対応のトイレを装備する。
B.保全工事（制御系更新改造） (3123, 3101 - 3103)
編成の中間に組成される付随車で、6両編成の小樽・北海道医療大学方から4両目に組成される。5次車で製作されたモハ720形(M)車から電装を解除し編入された車両である。トイレの設備はなく客室仕様も5次車のままである。

## 次車別解説

### 1 - 4次車
クモハ721形（1 - 22）
モハ721形（1 - 22）
クハ721形（1 - 22）
|            | ← 小樽・北海道医療大学新千歳空港・苫小牧・旭川 → |              |              |
| 形式       | クモハ721 (Mc)                                   | モハ721 (M') | クハ721 (Tc) |
| F-1 - F-22 | 1 - 22                                           | 1 - 22       | 1 - 22       |

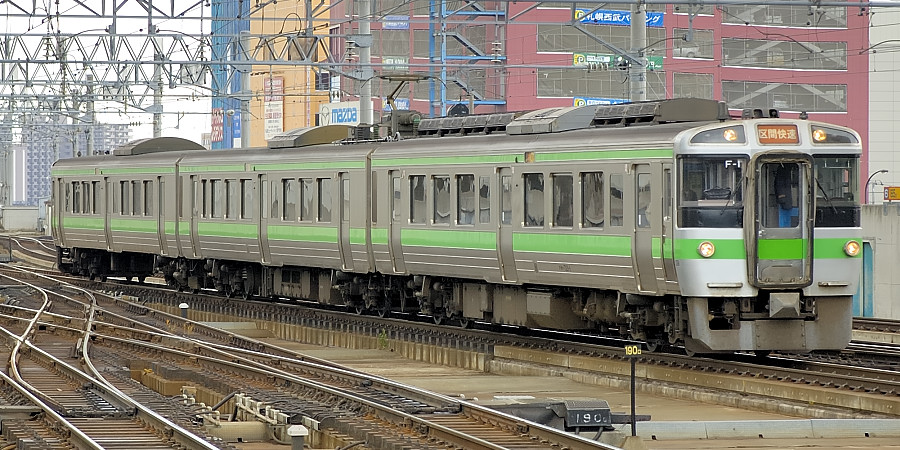
721系1次車（F-1編成）
（2006年11月3日 / 札幌駅）

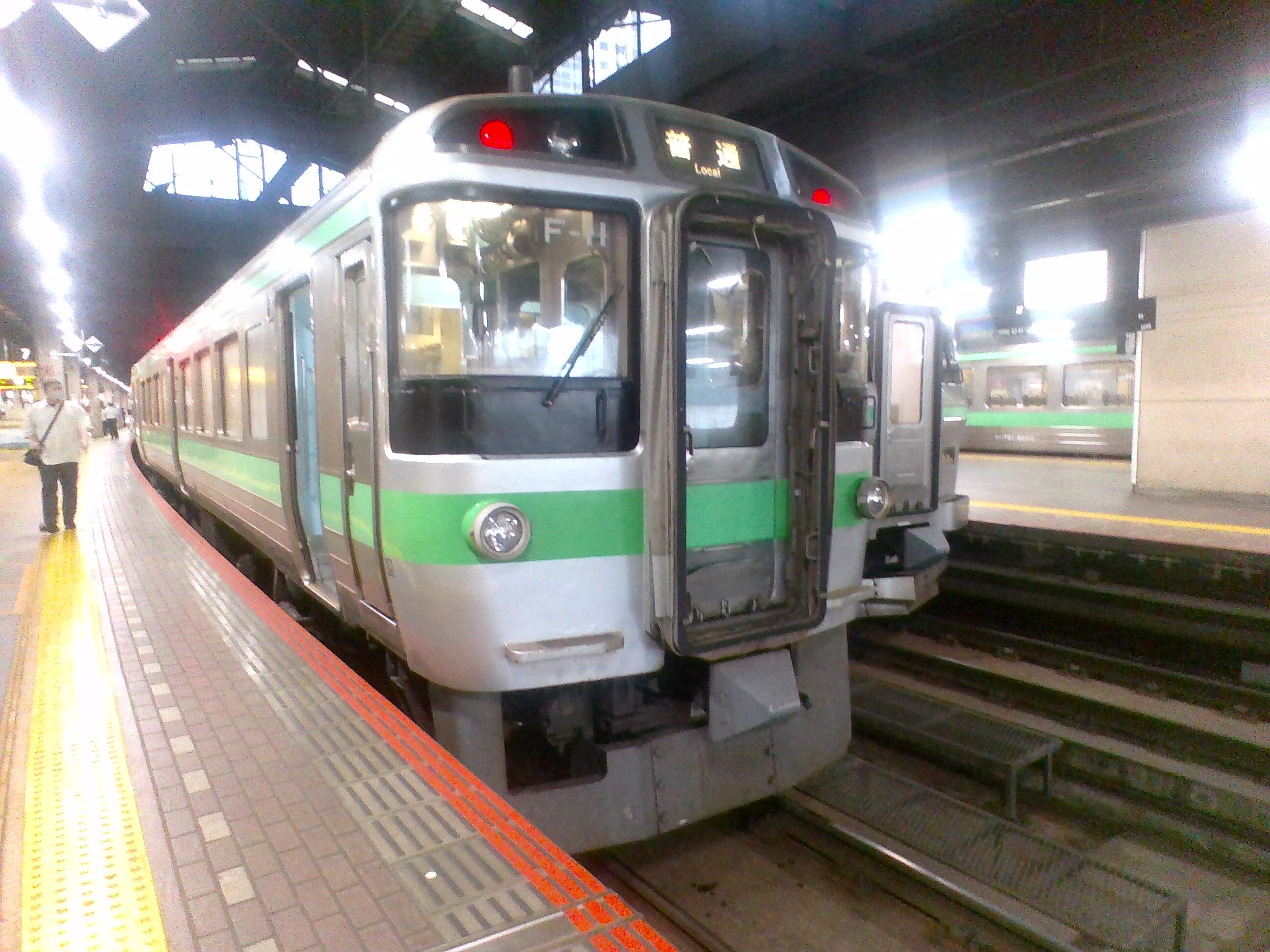
721系1次車(F-11編成)

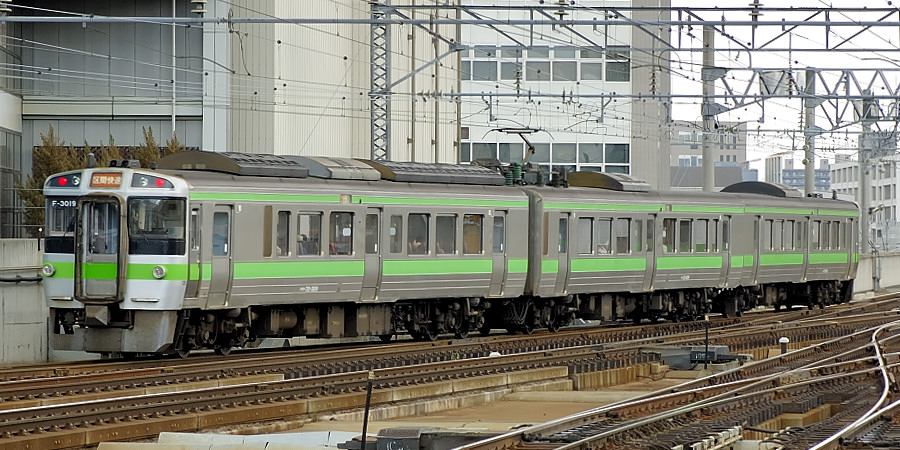
721系4次車（F-3019編成）
抵抗器カバーの形状が異なる。
（2006年11月3日 / 札幌駅）

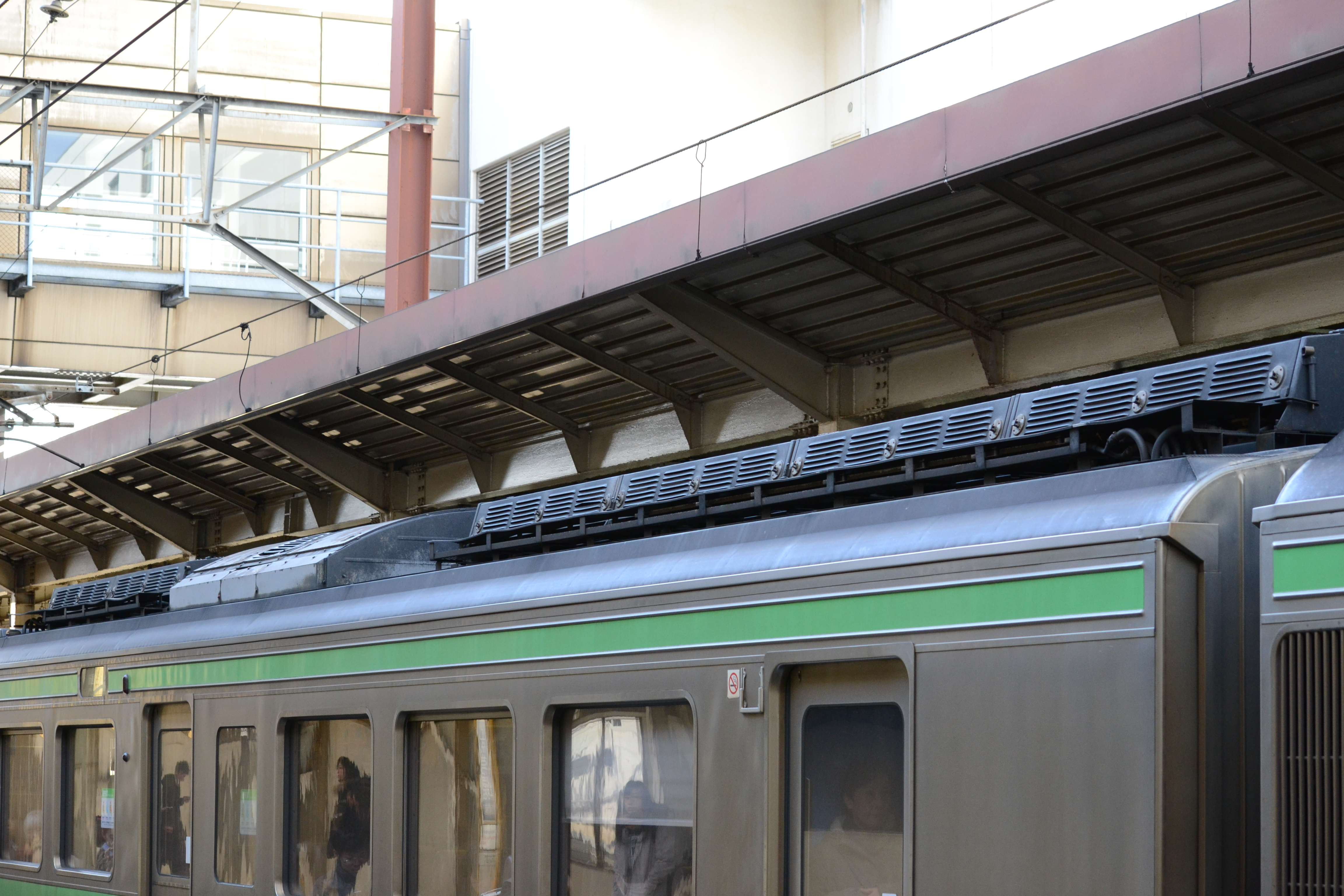
屋根上に設置された発電ブレーキ用の抵抗器

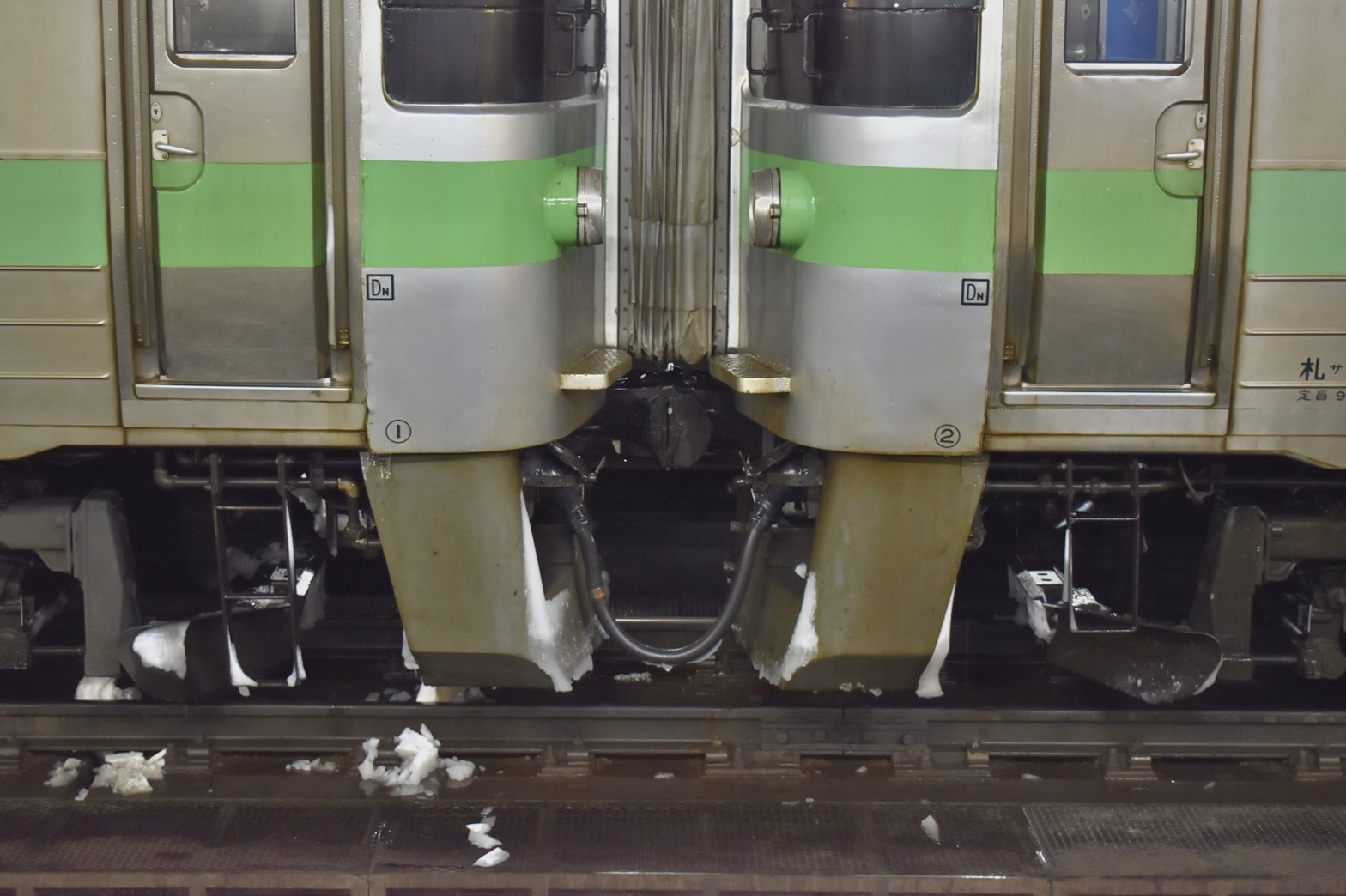
乗務員ステップの差異
左：F-13編成 右：F-4編成
（2020年3月5日 / 札幌駅）

1988年から1992年にかけて製造された。サイリスタ位相制御で、主電動機は直流電動機のN-MT721形 (150 kW) である。屋根上に発電ブレーキ用の抵抗器を設置しており、最高速度は120 km/hである。
このうち、7編成（F-15 - F-21）が2002年に130km/h対応改造が施され、3000番台に改番している。
製造年次ごとに以下のとおり、細部の仕様が異なる。
| 次車     | 車両番号 | 表記文字色                          | 座席配色            | デッキ仕切配色  | 抵抗器カバー断面形状 | 乗務員ステップ | 現況               |
| -------- | -------- | ----------------------------------- | ------------------- | --------------- | -------------------- | -------------- | ------------------ |
| 1次車    | 1 - 8    | 黒                                  | 茶 （一部手掛け赤） | 青+白スズラン   | 台形                 | 小型           | 7のみ2000番台化    |
| 2・3次車 | 9 - 18   | 黄緑 （3000番台は改造時に白に変更） | 茶                  | 水色+青スズラン | 台形                 | 大型           | 15以降は3000番台化 |
| 4次車    | 19 - 22  | 白                                  | 茶                  | 水色+青スズラン | カマボコ形           | 大型           | 全車3000番台化     |

### 5次車

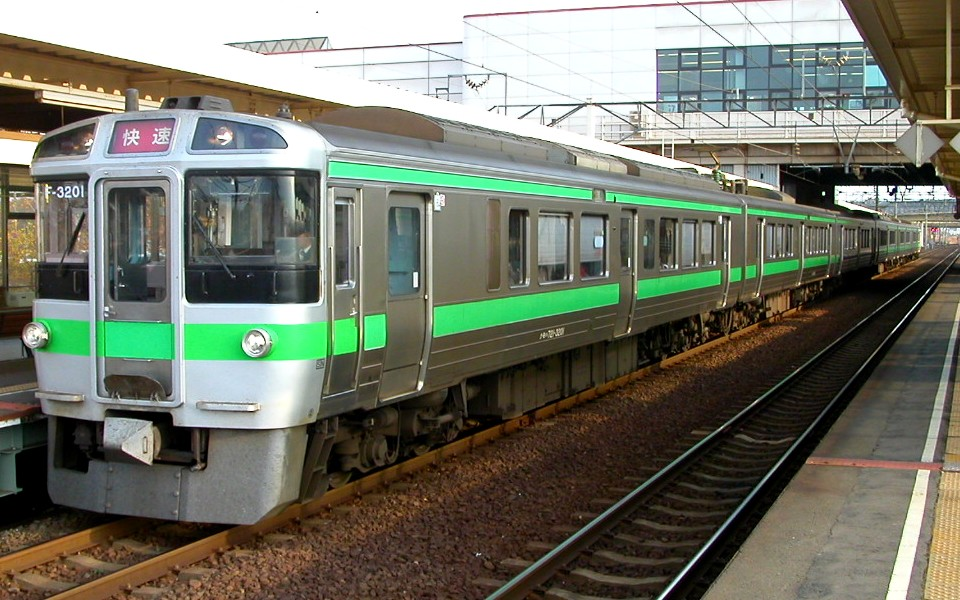
721系5次車（F-3201+F-3101編成）
（2006年11月5日 / 南千歳駅）

クモハ721形（201 - 203）
クハ721形（101 - 103）
モハ721形（23, 101 - 103, 201 - 203）
モハ720形（23, 101 - 103）
サハ721形（22, 201 - 203）
|              | ← 小樽新千歳空港・苫小牧・岩見沢 → |              |             |             |              |              |               |
| 号車         | 6                                  | 5            | 4           | 3           | 2            | 1            | 号車          |
| 形式         | クモハ721 (Mc)                     | モハ721 (M') | サハ721 (T) | モハ720 (M) | モハ721 (M') | クハ721 (Tc) | 形式          |
| F-22         | 22（4次車）                        | 22（4次車）  | 22          | 23          | 23           | 22（4次車）  | F-23          |
| F-201 - F203 | 201 - 203                          | 201 - 203    | 201 - 203   | 101 - 103   | 101 - 103    | 101 - 103    | F-101 - F-103 |

6両固定編成用の車両で、新千歳空港アクセスの快速「エアポート」用として1992年に製造された。
基本仕様は4次車と同一で、新たに中間車のモハ720形・サハ721形が製造された。モハ720形は本次車のみに存在する形式で、4両製造された。4号車となるサハ721形にトイレと車掌室を設ける。
番号は100・200番台を付番して区別するが、4次車のF-22編成に組み込まれた中間車3両（モハ720-23+モハ721-23+サハ721-22）のみは在来車の続番で付番された。
2002年に全車が130km/h対応改造を受け、3000番台化された。

### 6・7次車
モハ721形 (1001 - 1009)
クハ721形 (1001 - 1009, 2001 - 2009)
|                 | ← 小樽・北海道医療大学新千歳空港・苫小牧・旭川 → |                   |                    |
| 形式            | クハ721-2000 (Tc2)                               | モハ721-1000 (M') | クハ721-1000 (Tc1) |
| F-1001 - F-1009 | 2001 - 2009                                      | 1001 - 1009       | 1001 - 1009        |

1993年12月から製造され、同年12月23日から営業運転を開始した。車体の基本構造は5次車までと同一であるが、客室窓が熱線吸収ガラスに変更され、厚さは従来より1mm 薄い4mmに変更された。踏切事故対策として、運転士側に加えて助士席側も骨組みの強化を行った。クハ721形2000番台の室内には車椅子スペースが設置された。F-1001 - F-1008編成は、2003年の編成変更で8次車を混成し、6両固定編成となった。
785系電車の制御システムを採用し、制御装置はコンバータ（整流装置）部に混合ブリッジコンバータ（サイリスタ：4,000V - 1,000A・ダイオード：4,000V - 1,600A）によるサイリスタ位相制御、インバータ部にGTOモジュール素子（2,500V - 2,000A）を用いたVVVFインバータ制御（NCI 721A形主変換装置・電動機は1C2M2群制御）、主電動機はかご形三相誘導電動機のN-MT785A形（215 kW）である。主電動機の出力増大によって、電動車は編成中に1両のみ組み込む1M方式とされた。このためクモハ721形の設定はない。番号は1000番台に区分された。加減速性能はサイリスタ位相制御車に合わせることで、併結運転を可能とした。最高速度は130km/hである。
F-1009編成は、次期近郊形車両（→731系電車）のシステム試験に供され、コンバータ（整流装置）部に3レベルIGBT素子（2,000V - 500A×4個並列）を使用したPWMコンバータ、VVVFインバータの素子にも同様に3レベルIGBT（2,000V - 500A×2個並列）を使用（電動機は1C2M2群制御）したほか、抑速装置を発電ブレーキから電力回生ブレーキに変更し、屋根上のブレーキ用抵抗器は廃止された。2003年の編成組替を受けず、1000番台として唯一残存する。

### 8次車

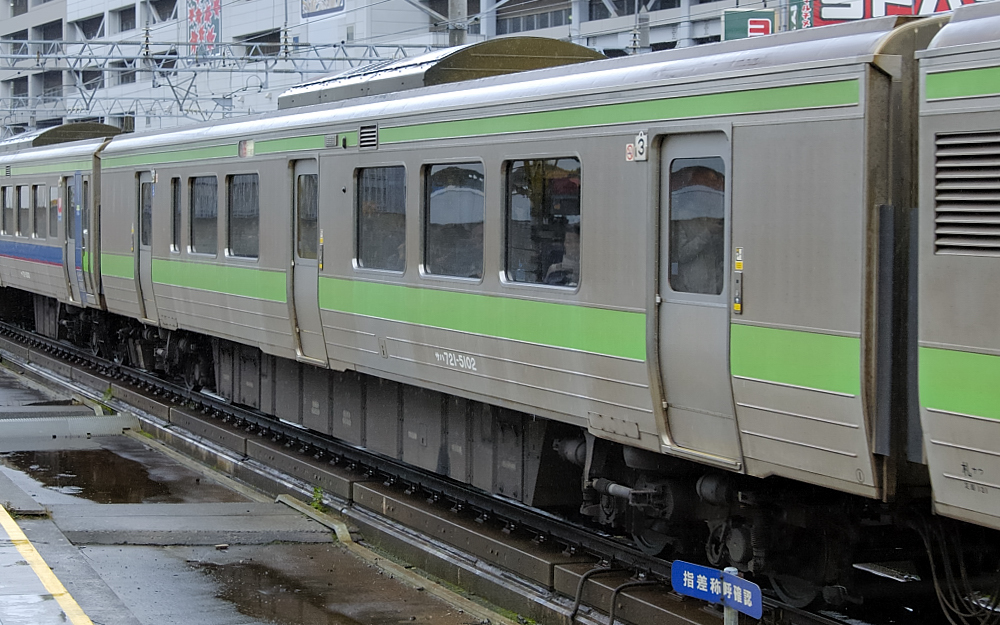
721系8次車のサハ721形
戸袋窓はない。客用扉脇には開閉ボタンを装備している。
（2007年10月20日 / 札幌駅）

| 721系8次車のデッキ周辺仕切扉はない  |  | 8次車の車内（2008年3月） |
| 721系8次車のデッキ周辺 仕切扉はない |  | 8次車の車内（2008年3月） |

モハ721形 (5001, 5101 - 5103, 5201 - 5203)
サハ721形 (4101 - 4104, 4201 - 4204, 5101 - 5103, 5201 - 5203)
快速「エアポート」編成変更のため、2003年に製造された車両である。731系の制御システムを採用し、IGBT素子を用いたVVVFインバータで、主電動機N-MT731形（230 kW）を制御する。抑速装置は電力回生ブレーキを装備し、屋根上にブレーキ用抵抗器は設置しない。最高速度は130km/hである。モハ721形のパンタグラフは当初よりシングルアーム式を装備する。
モハ721形・サハ721形の中間車のみ製造され、先頭車は1000番台編成（6・7次車）を組み替えて充当した。編成に組成する電動車の仕様で車両番号を区別し、1000番台の電動車を組成した編成は4000番台（ブレーキ遅れ込め制御なし）、本区分の電動車を組成した編成は5000番台（ブレーキ遅れ込め制御あり）を付番する。
非常窓と「uシート」車用のサハ721形以外の戸袋窓が廃止され、従来車と窓配置が変わっている。側面窓は当初からポリカーボネート製である。防雪および氷塊落下事故防止のため、床下には785系などと同様の、全体を覆う機器カバーを設置する。
一般座席車の室内はデッキ仕切扉を廃止し、扉隣接の座席をロングシートに変更して大型の袖仕切を設けた。座席の配色は青を基調とする。扉周辺の配置や配色は731系に類似しており、客用扉の上と横から温風を送り込み冷気を遮断するエアカーテン、遠赤外線暖房装置、ボタン開閉式の半自動ドアを装備する。冷房装置は容量を増大したN-AU722形（30,000kcal）に変更された。
トイレは車椅子対応のため大型化し、3号車となるサハ721形（一般座席車）に設置する。「uシート」車のサハ721形はデッキ扉を片開き式自動ドアとし、座席等の内装も大幅に変更された。
モハ721-5001は、編成組替で余剰となった先頭車と組成し3両編成とするため、主変換装置や電動機および客室座席は他の8次車と同一であるが、片開き式のデッキ仕切扉が設けられ、客用扉の半自動機能は装備しないほか、8次車の付随車が組み込まれていないため、ブレーキ遅れ込め制御は行わない。そのため他の8次車電動車が(M1)車であるのに対し、(M2)車と区別されている。
現在は4101のみ廃車されている。

## 改造
- 改造所 - 苗穂工：苗穂工場、札幌：札幌運転所

### 「uシート」設置改造
快速「エアポート」に使用する編成を対象に、指定席「uシート」として、リクライニングシート化・座席間隔拡大・電光掲示板取付などの改装を2000年11月上旬から実施した。当初は半室のみの設定で、6両固定編成の4号車（サハ721形）および、一部の3両編成（新千歳空港方先頭車）に設置し、該当車室部の車体帯は赤+青として識別を容易にした。
2003年の編成変更で「uシート」は1両の全室に拡大され、室内設備を一新した車両が投入されたほか、「エアポート」の運用から外れた編成は一般座席へ復元された。現在、「uシート」は6両固定編成の4号車全車と、F-1009編成の先頭車（クハ721-1009）に設置される。
いずれの改造工事も苗穂工場において施工された。
uシート限定でFM文字放送が行われていたが、2014年7月31日で終了している。

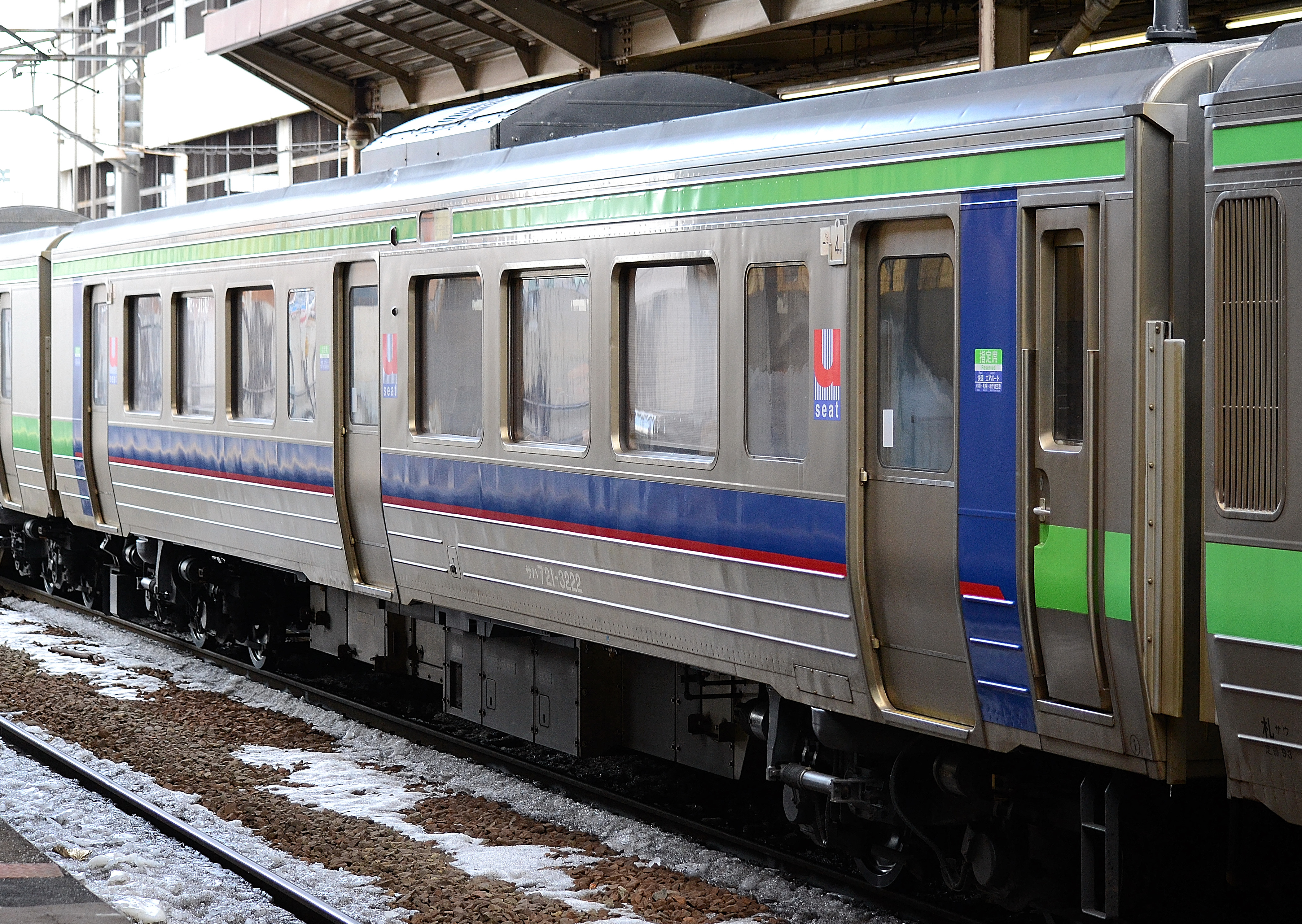
uシート車に改造された5次車（2015年3月 新札幌駅）
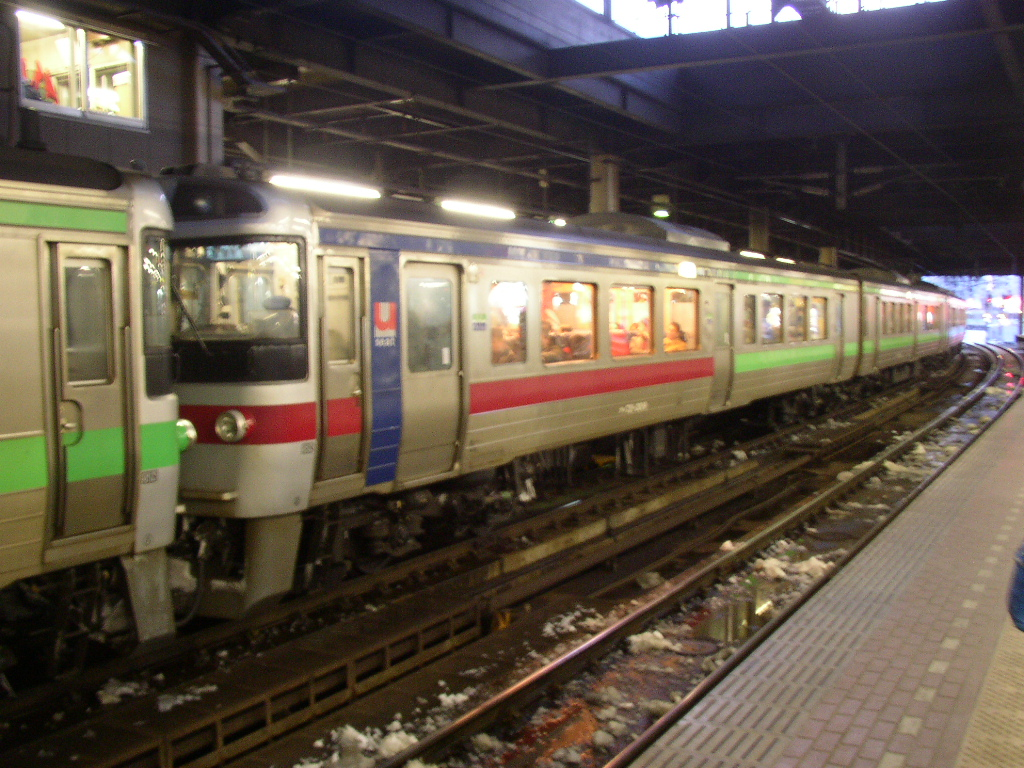
半室「uシート」時代のF-3000番台編成（2002年12月 札幌駅）
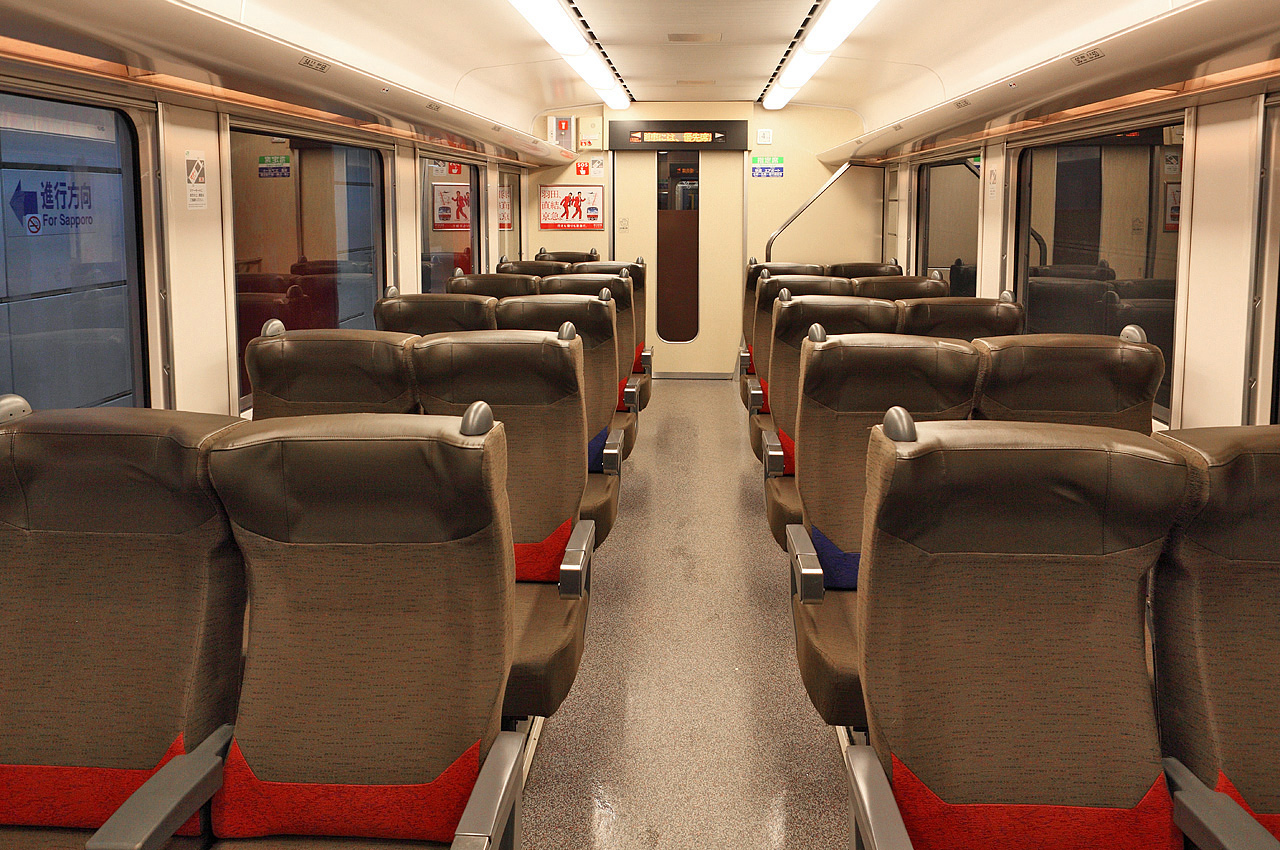
「uシート」車内（2010年1月）
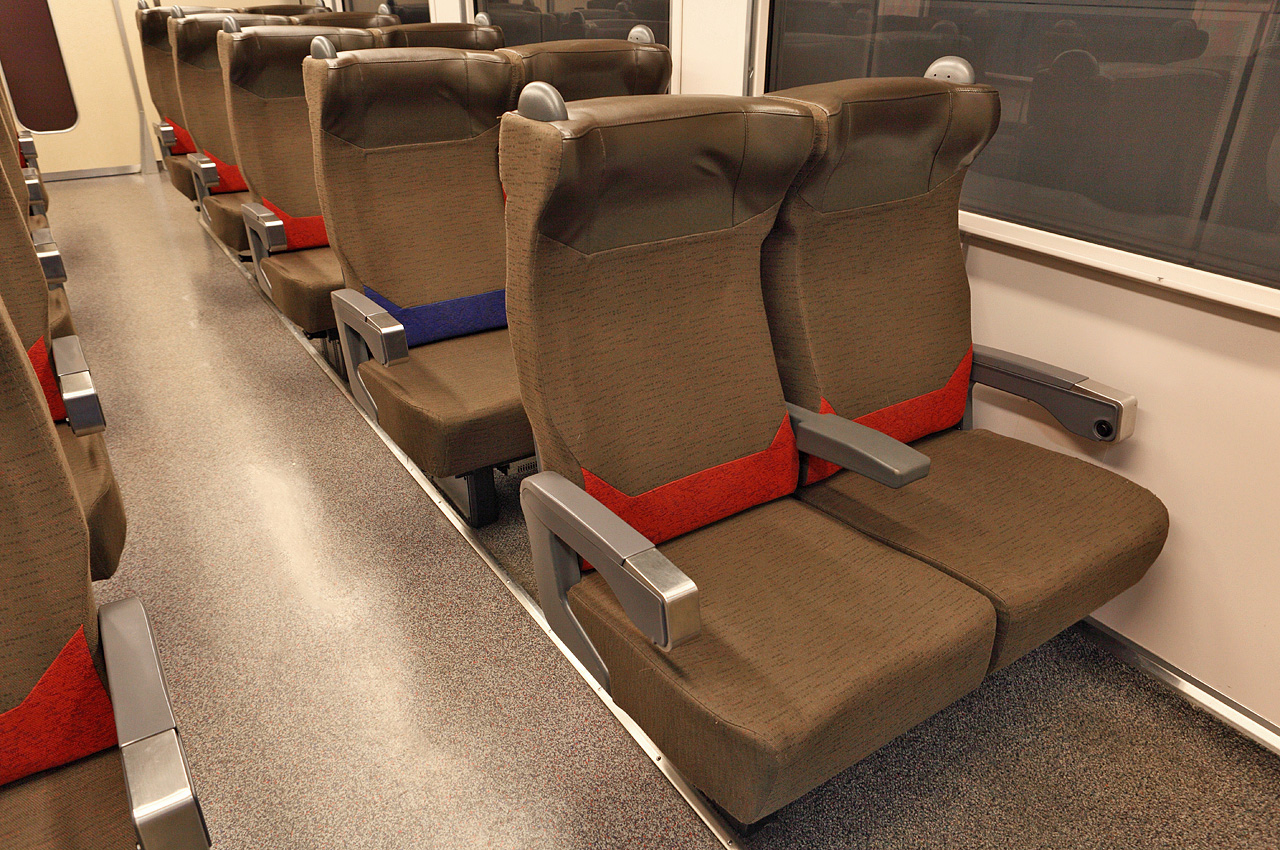
リクライニングシート（2010年1月）

### 130km/h 運転対応改造
2002年3月からの快速「エアポート」130km/h運転に対応するため、同列車に運用する2 - 5次車について以下の改造を苗穂工場にて行った。改造車は車両番号に3000を加え、3000番台として区別している。また、「エアポート」運用に使用しない車両についても、冬季の石跳ねによる破損防止のため、客室のドア窓をすべてポリカーボネート板に交換した。
- ブレーキ装置を対応のものに強化
- 前照灯をHIDランプへ交換
- 運転席のモニタ装置画面をカラー液晶ディスプレイに更新[注 2]
- 自動放送装置の取り付け

### 保全工事（制御系更新）

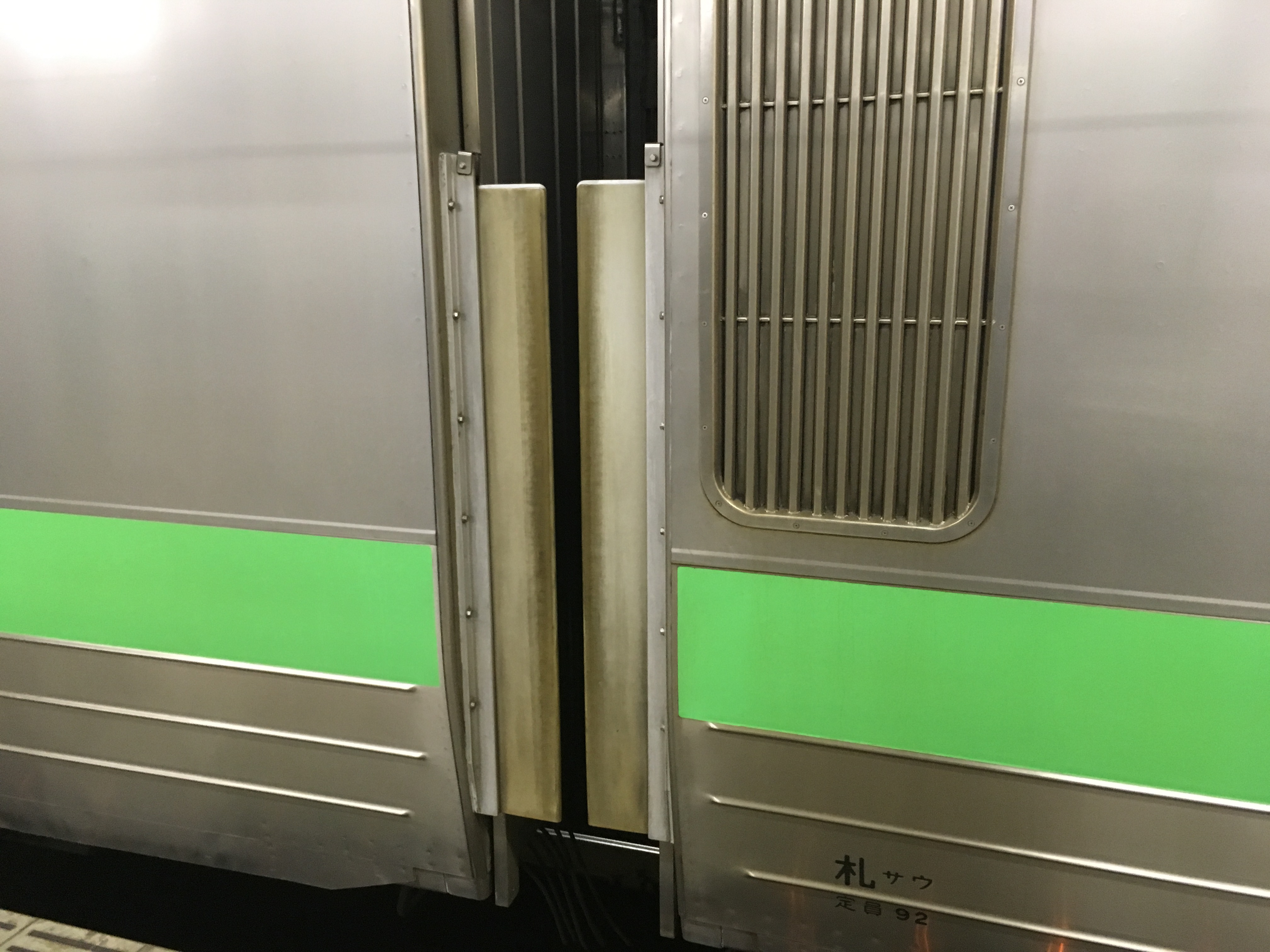
転落防止幌外観（F-3103 + F-3203）
（2017年10月13日 / 札幌駅）

使用開始から20年以上が経過した初期の車両に対して実施される保全工事で、主変換装置や主電動機など電装系の更新を主軸とし、電力・保守コストの低減や車両の延命を図るものである。2010年から、6両固定編成とF-7編成に対して、苗穂工場において改造工事が実施された。
制御系は、主変圧器を強制風冷式のN-TM721形から自冷式のN-TM721A-AN形に取り替え、モハ721形の主変換装置はサイリスタ位相制御からIGBT素子を使用したPWMコンバータ + VVVFインバータから構成するN-CI721-1形に取り替えた
。編成中の電動車は1両のみの1M2T編成とされ、クモハ721形およびモハ720形は電装を解除しそれぞれクハ721形およびサハ721形に編入された。電気ブレーキは発電ブレーキから回生ブレーキ（電力回生ブレーキ併用電気指令式空気ブレーキ）として、さらに純電気ブレーキ・T車遅れ込め制御に対応させた。これに伴い、クモハ721形およびモハ720形の屋根上に搭載されていた発電ブレーキ用の抵抗器は撤去されている。
主電動機はN-MT721形直流電動機（150 kW出力）から新開発のN-MT721A形かご形三相誘導電動機（250 kW出力）に取り替えた。電動機の交換に合わせて駆動装置についてもTD平行カルダン駆動方式に取り替えており、歯車比は15:84 ≒ 5.60とした。電装解除車の台車は動力台車から付随台車へと改造され、元々の動力台車と識別のため、N-DT721T形とした。床下機器の空隙には着雪防止カバーが追加された。
制御系の更新に合わせて、老朽化の著しかった床板・床敷物はuシート更新車（Tu車）を除いて全面的に取り替えた。このほか、車両間転落防止幌の新設、前照灯のシールドビームをHIDランプに変更なども実施した。
F-7 編成 → F-2107 編成
- クモハ721-7 → クハ721-2207
- モハ721-7 → モハ721-2107
- クハ721-7 → クハ721-2107

F-3022 + F-3023 編成 → F-3222 + F-3123 編成
- クモハ721-3022 → クハ721-3222
- モハ721-3022 → モハ721-3222
- サハ721-3022 → サハ721-3222
- モハ720-3023 → サハ721-3123
- モハ721-3023 → モハ721-3123
- クハ721-3022 → クハ721-3122

F-3101 + F-3201 編成 - F-3103 + F-3203 編成（編成番号変化なし）
- クモハ721-3201 - 3203 → クハ721-3201 - 3203
- モハ721-3201 - 3203、サハ721-3201 - 3203 → 変化なし
- モハ720-3101 - 3103 → サハ721-3101 - 3103
- モハ721-3101 - 3103、クハ721-3101 - 3103 → 変化なし

### 避難はしご設置工事
2011年5月27日に石勝線で発生した特急列車脱線火災事故を受けて、全編成に避難はしごが設置された。改造は2012年度中に行われ、全編成の各先頭車に1つずつ設置された。
3両編成は、苫小牧・旭川方先頭車の運転席側にある一人がけの座席を撤去し、デッキとの仕切りの壁にFRP製のカバーで覆われた状態で設置したほか、小樽方先頭車の雪切室横の機器室の中にも追設した。なお、この改造にともなう座席の向きの固定は行われておらず、2列目の座席を運転席側に転換することも可能となっている。F-1009編成のみuシート車内の荷物置き場に設置されている。
6両編成は各先頭車の貫通扉部分に立てかけて設置されている。3両編成とは異なり、FRP製のカバーは設置されていない。当初ははしごのみが設置され、先頭車の貫通部分を外から見ると黄色いカバーが目視出来ていたが、現在は各編成とも貫通扉のポリカーボネート窓のはしごが接触する部分に黒いシールが貼られている。

### その他
731系の使用開始後、同系列と併結運用をする3両編成の車両に戸閉回路の改造を実施している。731系の半自動扉を本系列側でも制御できるよう、客用扉を操作する車掌スイッチを半自動制御可能なものに変更している。731系との併結時に「半自動」側で開扉した際も、721系は全てのドアが開くようになっており、のちに投入された733系・735系との併結時も同様の動作をする）。全車、札幌運転所にて施工された。
冬季の着雪軽減を目的に、パンタグラフを下枠交差式からシングルアーム式に換装した。8次車以外の全車が対象で、785系と同形のN-PS785形を装備した。2006年に全車の換装を完了している。
運転室助士席側の前面窓・客室窓をポリカーボネート板に交換する改造、および「エアポート」に運用される車両を中心に、8次車に標準装備された床下機器カバーを在来車に追設する改造が苗穂工場にて順次実施されている。
2007年からは種別・行先表示器の書体変更・英字併記化などの意匠変更や、自動放送装置搭載車では放送内容の変更が順次行われた。
2018年11月ごろから、6両固定編成に公衆無線LANサービスを導入した。設置工事は苗穂工場で施工された。
その他

## 運用

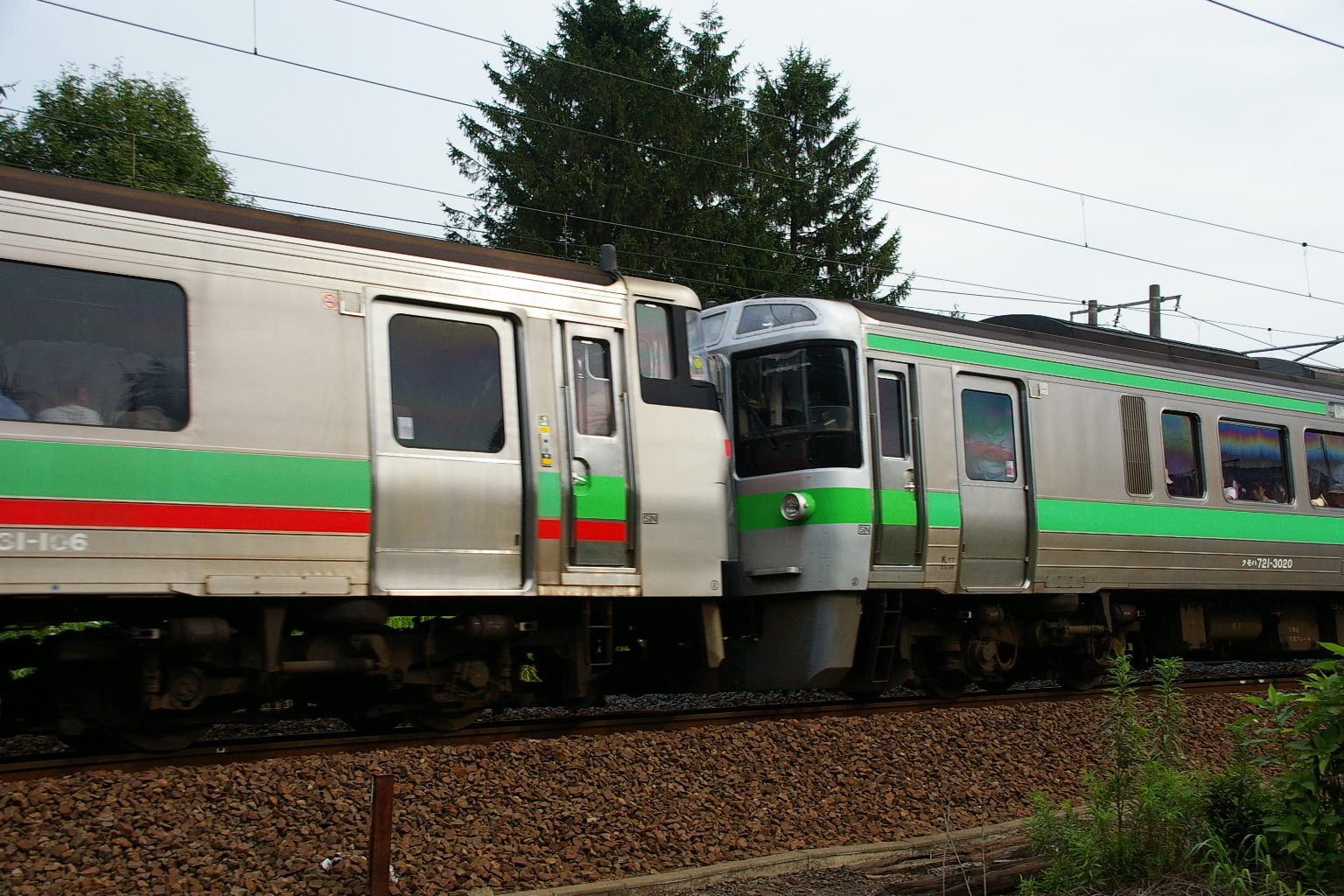
731系と併結する721系（2008年8月）

2024年（令和6年）4月1日現在、全132両が札幌運転所に配置され、以下の区間の札幌近郊の普通列車・快速列車で使用される。
- 函館本線：小樽駅 - 札幌駅 - 滝川駅
  - 岩見沢 - 滝川間は、朝晩の札幌方面直通列車のみ運用。
  - 滝川 - 旭川間は、737系に置き換えられ、2024年（令和6年）3月15日で運用を終了した。
- 千歳線・室蘭本線：札幌駅 - 新千歳空港駅・苫小牧駅
- 札沼線（学園都市線）：札幌駅 - 北海道医療大学駅

導入当初は臨時急行列車にも使用されていた。
2012年6月1日からは、電化開業した学園都市線への乗り入れを開始した。また、2014年8月30日のダイヤ改正では、函館本線で残存していた711系上下合わせて30本の運用のうち、16本が本系列に置き換えられ、岩見沢 - 旭川間への乗り入れを開始した。
かつては、2020年3月14日ダイヤ改正以前まで運行されていた区間快速「いしかりライナー」にも充当されていた。
小樽 - 新千歳空港間の快速・区間快速「エアポート」および一部普通列車は、6両固定編成により運行される。これは、733系3000番台と共通運用である。
一部を除き、731系・733系・735系と共通運用になっており、3両編成または6両編成で運行される。6両編成は、6両固定編成または、3両編成を2本連結して運転され、共通運用を組むいずれの車両とも連結可能である。6両固定編成が普通列車として運行される際は、4号車の「uシート」は自由席となり、追加料金なしで乗車できる。
なお、1993年（平成5年）1月11日・12日に津軽海峡線の函館 - 新中小国信号場間でF-2編成が試運転を行った。これは将来、津軽海峡線の普通列車としての使用を想定したものであった。本系列はATC-L型を持たないため、ATCを開放して走行した。本系列が自走で青函トンネルを通過し、本州島内で走行した唯一の事例である。

## 編成
特記ない限りは2025年4月1日時点の情報を示す。編成番号は3両単位で付番されており、「Fast」の頭文字からとられた識別記号「F」に、中間電動車の番号を組み合わせている。6両固定編成についても、前後の3両が各々別の編成番号をもつ。
なお、車歴表における凡例は以下のとおり。
- 製造 - 川重：川崎重工業、日立：日立製作所、東急：東急車輛製造、苗穂工：苗穂工場
- 配置 - 札幌：札幌運転所

### 3両編成
F-1 - F-6・F-8 - F-14

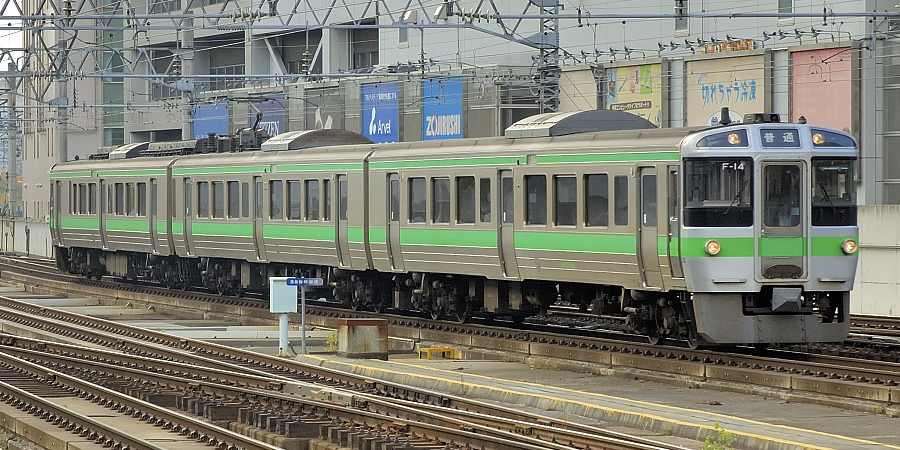
721系2次車（F-14編成）
（2006年11月4日 / 札幌駅）

1・2次車による編成で、13本39両が在籍する。
F-2107

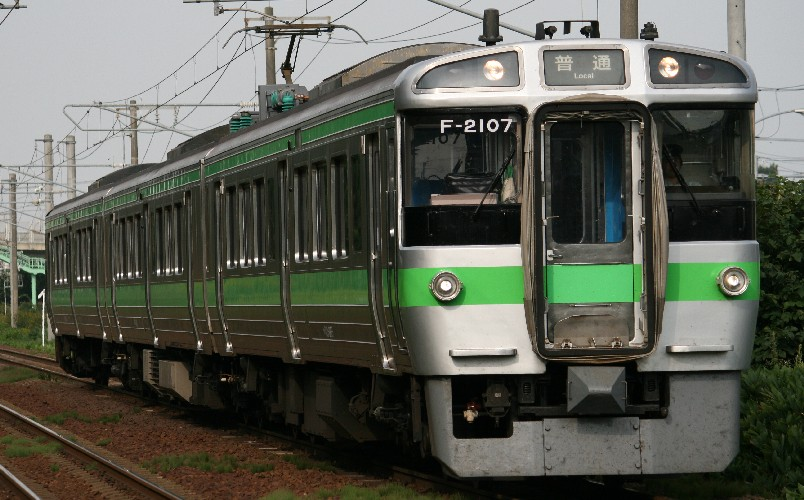
F-2107編成（2010年9月2日）

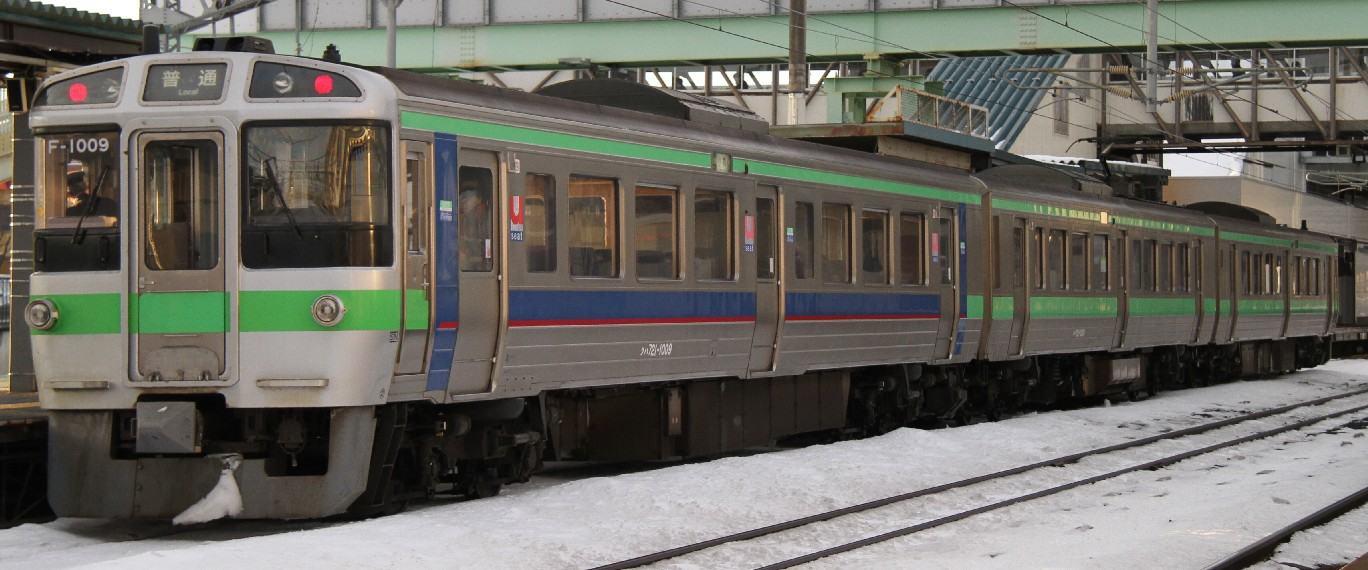
先頭車クハ721-1009がuシート車のF-1009編成
（2011年 / 白石駅）

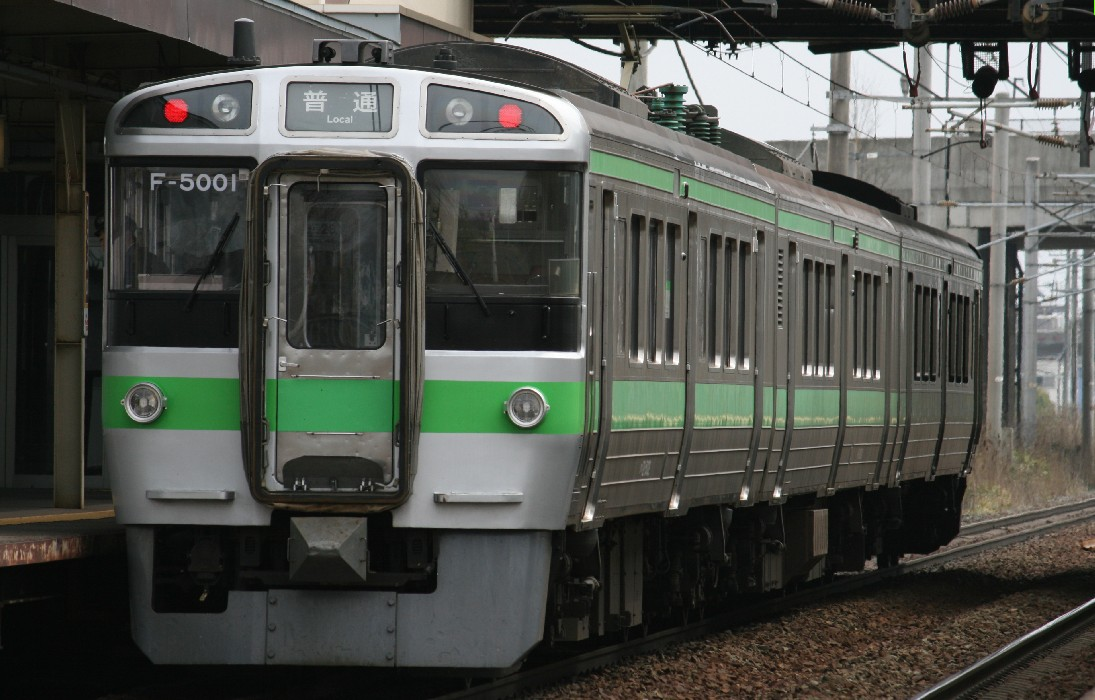
単独で運用されるF-5001編成
（2010年 / 恵み野駅）

1本3両が在籍する。2010年にF-7編成をVVVFインバータ制御仕様に改造した編成である。この改造により、本編成は2M方式から、中間車のみ電動車の1M方式になった。
F-3015 - F-3021
6本18両が在籍する。2 - 4次車を130km/h対応に改造し、3000番台化した編成である。現在ではF-1 - F-14編成と共通に運用されている。
2003年までは小樽方の3両として快速「エアポート」の運用があり、F-3015・F-3017・F-3019編成は新千歳空港方先頭車の半室を「uシート」としていた。2003年の運用変更で「uシート」は普通席に戻されたが、当該車両は床の模様が他の車両と異なるため識別は容易である。その後も一時的に「エアポート」の運用に用いられ、「uシート」のない新千歳空港方の3両の運用に入ることがあった。なお、この3編成には自動放送が設置されている。
2023年7月に、F-3016編成が廃車となった。

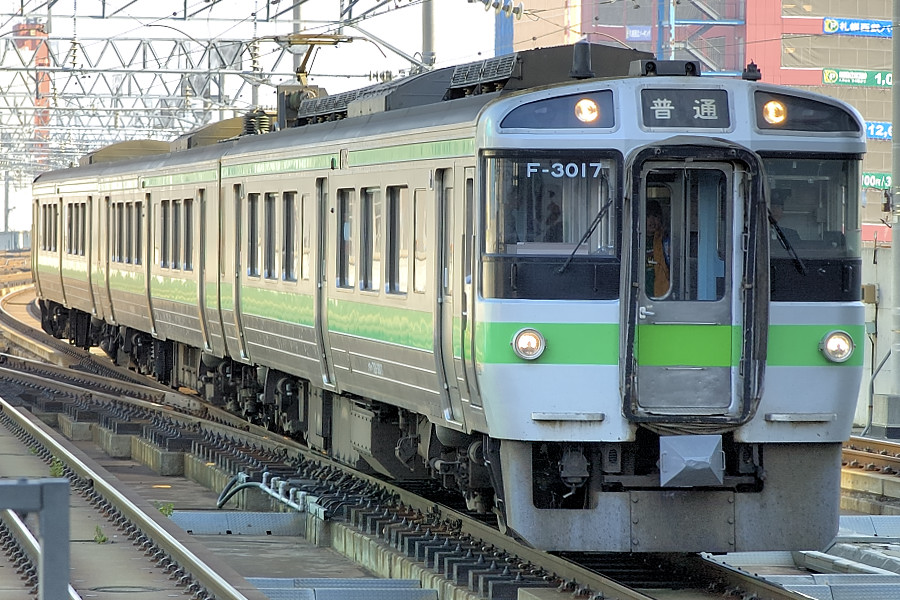
F-3017編成 （2006年11月3日 / 札幌駅）
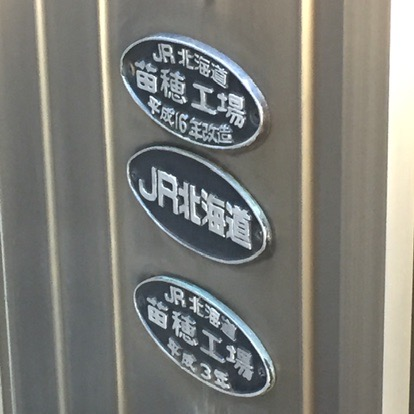
F-3017編成の製造銘板 （2018年9月）
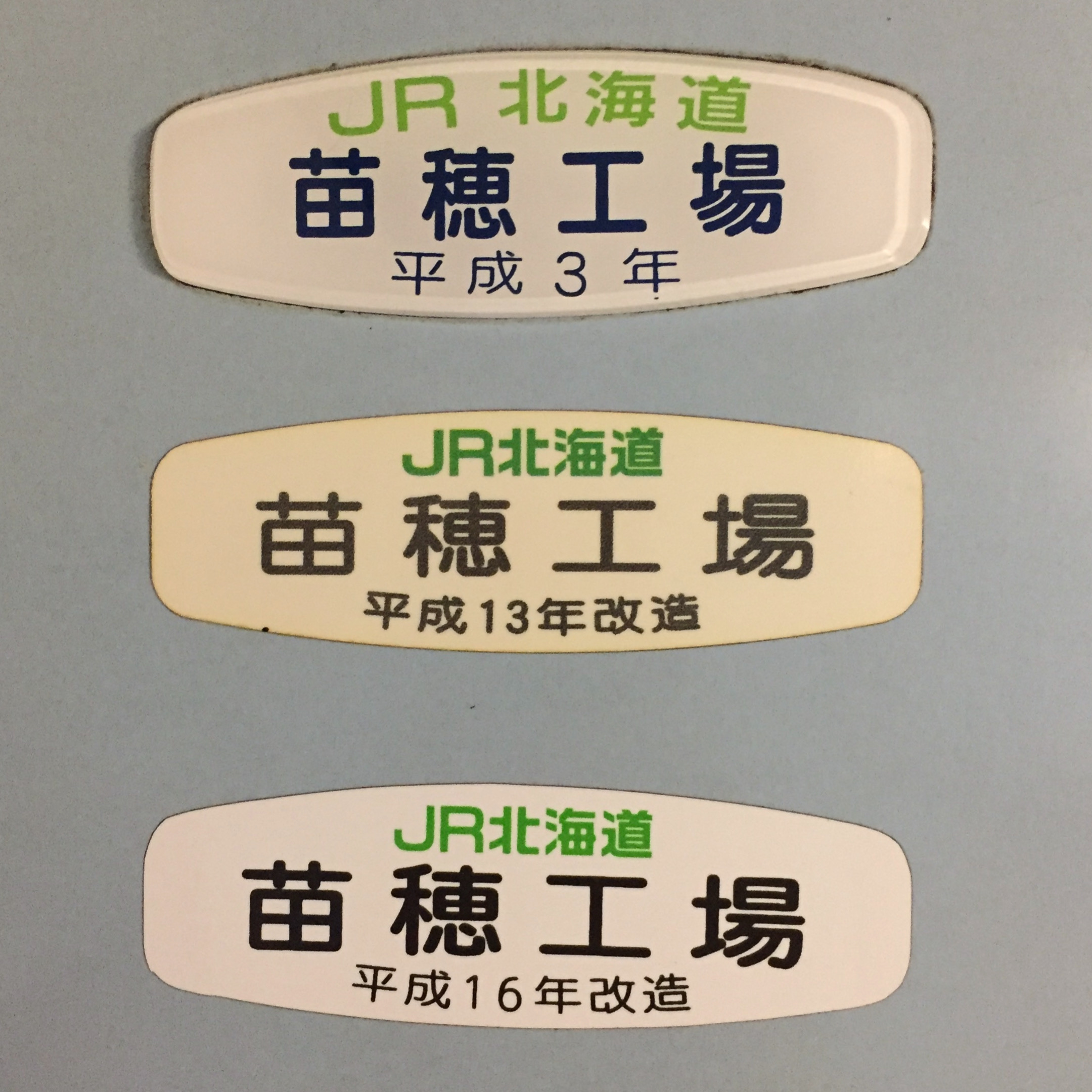
F-3017編成の車内銘板 （2018年9月）

F-1009
1本3両が在籍する。2003年に編成変更されず残存した唯一の1000番台（7次車）編成である。新千歳空港方先頭車の全室が「uシート」に改造されている。
快速「エアポート」の予備編成的存在で、通常は一般の3両編成と同様な運用に充てられる。以前は他の「エアポート」編成の検査などがある場合は「エアポート」運用にも使用されたが、733系増備に伴い、2013年から2015年まで運用を外れ札幌運転所構内に留置されていた。その後床下機器を改造し2016年2月から運用に復帰した。復帰後は733系3000番台6両固定編成が増加したため、「エアポート」に充当されることはほとんどない。
F-5001
1本3両が在籍する。2003年の編成組替で捻出された1000番台（7次車）の先頭車2両に、新製した8次車の中間電動車を組成した編成である。
2014年末の733系3000番台増備と、それに伴う711系運用の置換前はF-1009編成と連結した6両編成での運用が多かったが、それ以後はあまりそうした運用は見られない。クハ721-5002は、前面ステップが左右逆に取り付けられている。

### 6両編成
全編成とも、普通車指定席「uシート」を4号車の全車に設定する。733系3000番台と共通で快速「エアポート」を中心に運用される。他車との併結は行わないので貫通幌を装備していない。
F-3123 + F-3222
1本6両が在籍する。1992年、3両編成であった4次車F-22編成に、新製した5次車の中間車3両を組み込み、F-23＋F-22編成として6両固定とした。
2002年の130km/h対応改造により、F-3023＋F-3022編成と改められ、さらに2011年の保全工事（制御系更新改造）により現在の編成番号となった。
F-3101 + F-3201 - F-3103 + F-3203

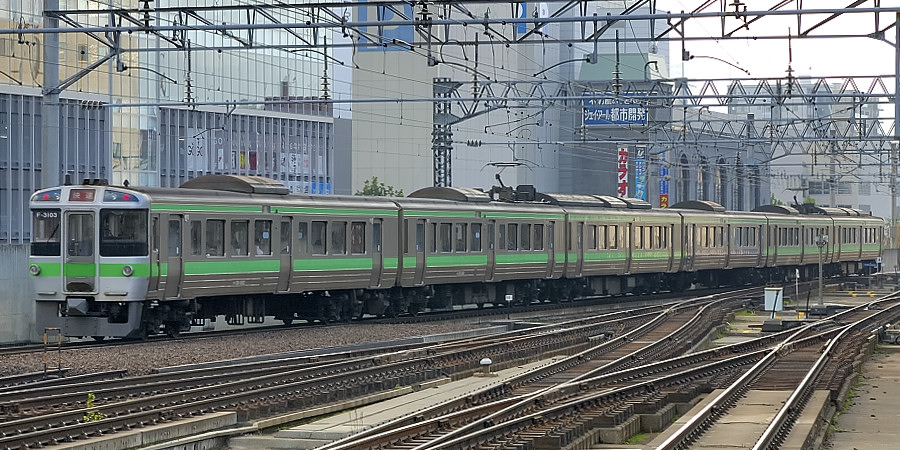
F-3103+F-3203編成
（2006年11月4日 / 札幌駅）

3本18両が在籍する。1992年に6両固定編成で新製された5次車（F-101 + F-201 - F-103 + F-203編成）を、2002年に130km/h対応に改造し、3000番台化した編成である。
F-3103 + F-3203編成は2012年に、F-3101 + F-3201編成とF-3102 + F-3202は2013年に保全工事（制御系更新改造）を受け、サイリスタ制御からVVVFインバータ制御に変更された。1編成中2両が改番されたが、編成番号に変更はない。
F-4101 + F-4201 - F-4104 + F-4204

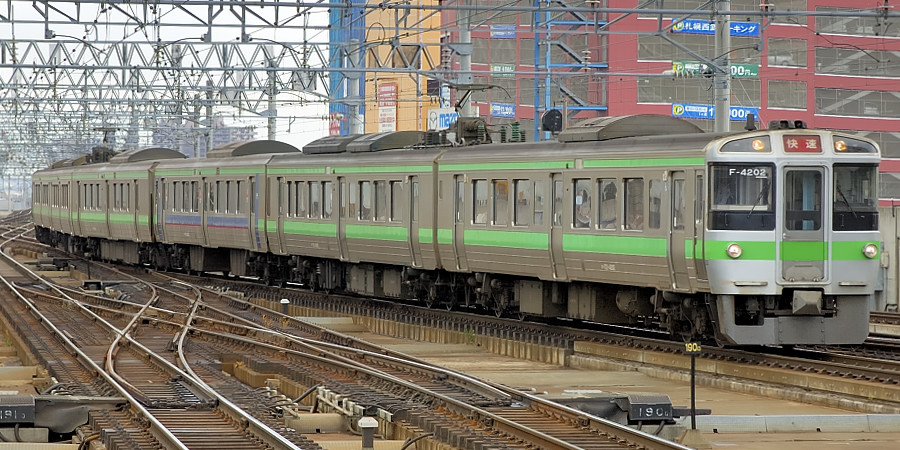
F-4202+F-4102編成
中間の2両が8次車である。
（2006年11月3日 / 札幌駅）

4本24両が在籍する。2003年の編成変更で、1000番台（6・7次車）の小樽方2両と新千歳空港方2両に、8次車の付随車2両を組み込み、6両固定とした編成である。電動車は従来の1000番台仕様で、ブレーキ遅れ込め制御を持たない。
F-5101 + F-5201 - F-5103 + F-5203

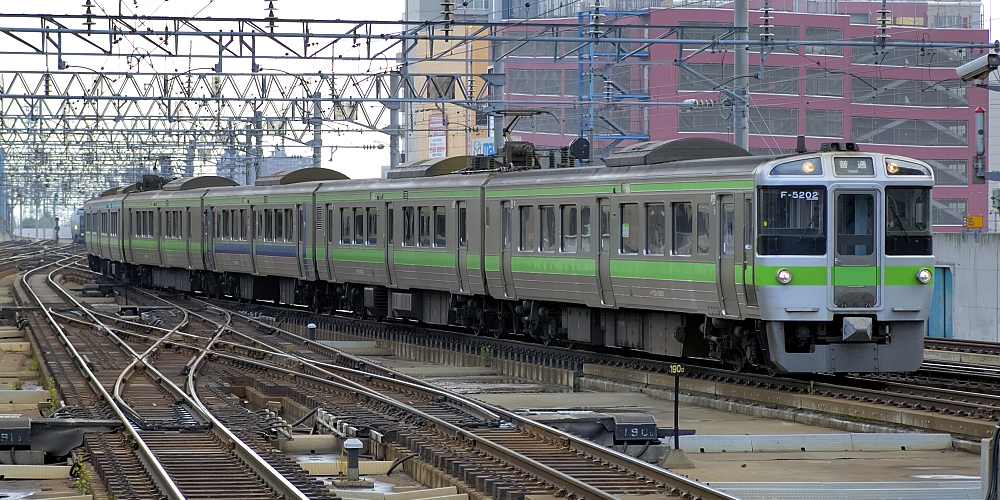
F-5202+F-5102編成
中間の4両が8次車である。
（2007年10月20日 / 札幌駅）

3本18両が在籍する。2003年の編成変更で、1000番台（6・7次車）の先頭車2両に、8次車の中間車4両（電動車2両+付随車2両）を組み込み、6両固定とした編成である。
新製した電動車の制御システムが従来車と異なり、ブレーキ遅れ込め制御を行う。

## 今後の予定
2015年（平成27年）3月20日に発表された「安全投資と修繕に関する5年間の計画」で、2020年（令和2年）以降一部初期車の老朽廃車・取替を行う事が発表されている。
その後、2019年4月9日に発表された「JR北海道グループ長期経営ビジョン等」において、2023年度から2024年度にかけてエアポートで運用している721系を733系に更新する事が発表された。
2022年2月9日に発表された長期環境目標「JR北海道グループ　カーボンニュートラル2050」において、2030年度までの取り組みとして721系の全車を「高効率機器を採用した電車」に更新する事が発表されている。